# Tony Kart

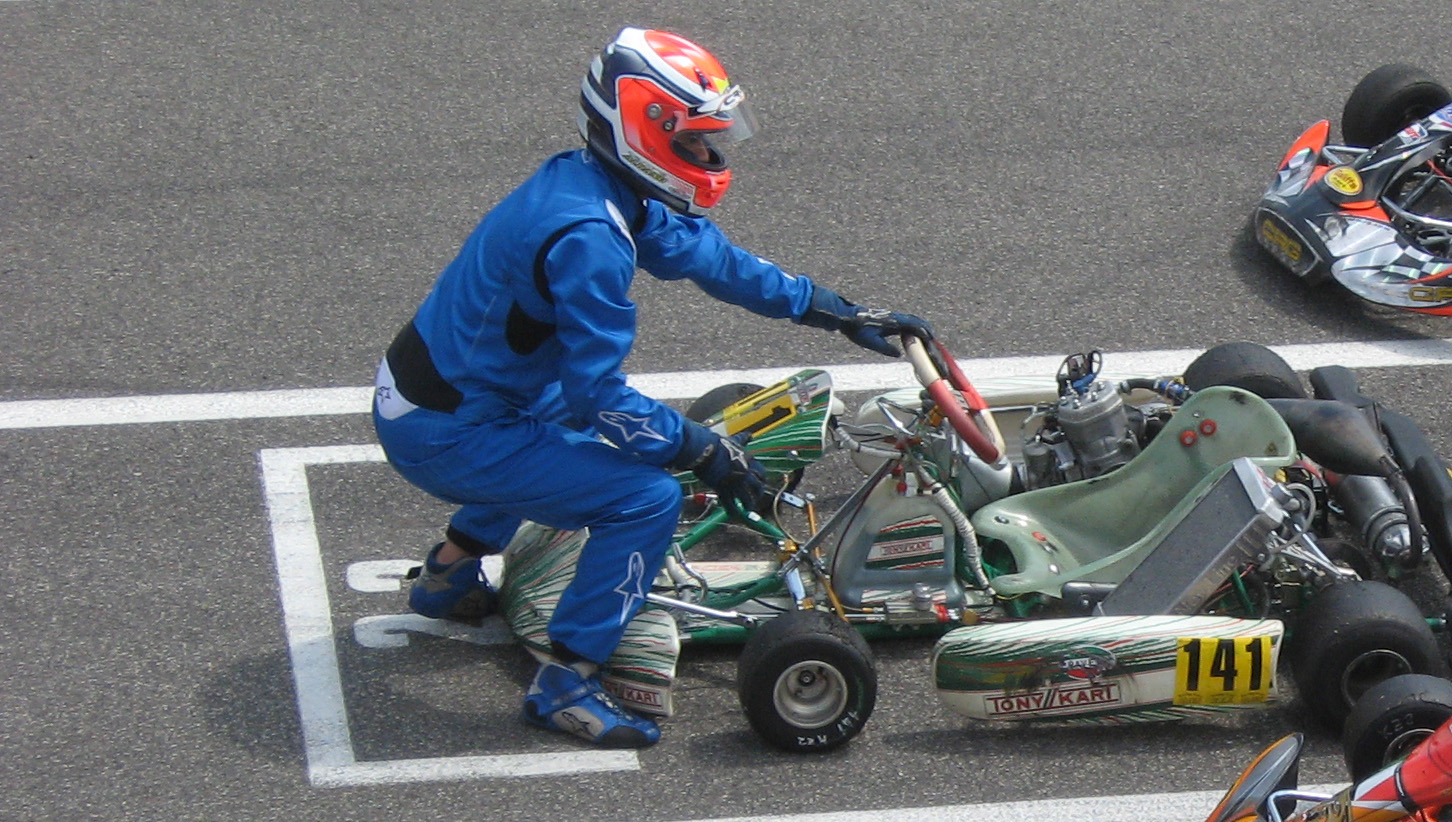
Un telaio Tony Kart sulla griglia del Circuito Internazionale di Viterbo

Tony Kart è l'azienda italiana leader nel mondo nella produzione di telai kart con sede a Prevalle (Italia) nella provincia di Brescia, fondata nel 1958 da Tony Bosio, primo meccanico e creatore dei telai famosi nel mondo. L'azienda è stata rilevata nel 1984 da Carlo Cancarini e Roberto Robazzi, quest'ultimo è ancora oggi presidente di Tony Kart. Dal 1984 sino ad oggi Tony Kart è diventata una moderna ed evoluta azienda produttrice, capace di conquistare ben diciotto Campionati del Mondo e numerosi Campionati Europei in tutte le categorie.

## Azienda
Nel 1984 Tony Bosio vende l'azienda all'attuale proprietario, Roberto Robazzi ed al suo socio Carlo Cancarini. Sin dagli esordi, avvenuti negli anni cinquanta, i telai Tony Kart conquistano numerose vittorie. Il primo pilota che porta al successo un Tony Kart è Renzo Mereghetti, successivamente arriveranno le affermazioni di Gianfranco Tironi e molti altri. Il primo Campionato del Mondo con un telaio "Verde" arriva ad opera del sassolese Fabrizio Giovanardi, che si impone nella categoria con il cambio FC. Nel corso degli anni Tony svilupperà la sua tecnica costruttiva, producendo telai sempre più raffinati. Regalerà al mondo del kart anche molte soluzioni avanzate, come la pinza flottante, brevettata nel 1964, studiata per compensare la deformazione del disco dovuta alla dilatazione termica del materiale.
Piloti famosi del calibro di Michael Schumacher, Ralf Schumacher, Jarno Trulli, Sebastian Vettel e Lucas Di Grassi utilizzano e hanno utilizzato telai Tony Kart per le loro competizioni.
L'azienda italiana costruisce anche i seguenti telai:
- Kosmic Kart
- Exprit
- RedSpeed

## Palmarès[3]
| Anno | Categoria       | Pilota         | Lega                              |
| ---- | --------------- | -------------- | --------------------------------- |
| 2020 | OK              | C.Bradshaw     | WORLD CHAMPIONSHIP                |
| 2018 | KZ2             | M.Viganò       | WORLD CUP                         |
| 2012 | KF1             | F.Camponeschi  | WORLD CHAMPIONSHIP                |
| 2012 | KZ1             | M.Ardigò       | WSK MASTERS SERIES                |
| 2012 | KZ2             | R.Dreezen      | WINTER CUP                        |
| 2011 | KZ1             | R.Dreezen      | WSK EURO SERIES                   |
| 2011 | KZ2             | P.Hajek        | WINTER CUP                        |
| 2011 | KF3             | I.Slavco       | TROFEO MARGUTTI                   |
| 2011 | KF3             | N.Nielsen      | WSK FINAL CUP                     |
| 2010 | KZ2             | M. Ardigò      | WSK NATIONS CUP                   |
| 2010 | KF2             | I. D'Agosto    | WSK EURO SERIES                   |
| 2009 | KF1             | G.Catt         | WINTER CUP                        |
| 2009 | KZ2             | A. Lombardo    | EUROPEAN CHAMPIONSHIP             |
| 2009 | KF3             | D.Kvyat        | WINTER CUP                        |
| 2009 | KF3             | D.Kvyat        | TROFEO MARGUTTI                   |
| 2009 | KF3             | G. Niceta      | WORLD CUP                         |
| 2008 | KF1             | M. Ardigò      | WORLD CHAMPIONSHIP                |
| 2008 | KF1             | M. Ardigò      | EUROPEAN CHAMPIONSHIP             |
| 2008 | KF1             | M. Ardigò      | ASIA PACIFIC                      |
| 2008 | KF1             | M. Ardigò      | WSK CHAMPIONSHIP                  |
| 2008 | KF2             | O. Rowland     | WORLD CUP                         |
| 2008 | KF2             | F. Camponeschi | EUROPEAN CHAMPIONSHIP             |
| 2008 | KF2             | F. Camponeschi | WSK CHAMPIONSHIP                  |
| 2008 | KF1             | G.Catt         | TROFEO MARGUTTI                   |
| 2007 | KF1             | M. Ardigò      | WORLD CHAMPIONSHIP                |
| 2007 | KF1             | M. Ardigò      | EUROPEAN CHAMPIONSHIP             |
| 2007 | KF2             | W.Stevens      | EUROPEAN CHAMPIONSHIP             |
| 2007 | KF1             | G.Catt         | OPEN MASTERS CHAMPIONSHIP         |
| 2007 | KF2             | W.Stevens      | OPEN MASTERS CHAMPIONSHIP         |
| 2007 | KZ2             | M. Ardigò      | OPEN MASTERS CHAMPIONSHIP         |
| 2007 | KF2             | W.Stevens      | ASIA PACIFIC                      |
| 2007 | KF1             | G.Catt         | TROFEO MARGUTTI                   |
| 2007 | KF1             | M. Ardigò      | WORLD CUP - SUZUKA                |
| 2006 | Formula A       | D. Forè        | WORLD CHAMPIONSHIP                |
| 2006 | SICC            | D. Forè        | WORLD CUP                         |
| 2006 | FA              | M. Ardigò      | EUROPEAN CHAMPIONSHIP             |
| 2006 | FA              | N.Bollingtoft  | ITALIAN OPEN MASTERS CHAMPIONSHIP |
| 2006 | ICA             | A.Piccioni     | ITALIAN OPEN MASTERS CHAMPIONSHIP |
| 2006 | Formula A       | M.Ardigò       | TROFEO MARGUTTI                   |
| 2005 | FA              | M. Ardigò      | EUROPEAN CHAMPIONSHIP             |
| 2005 | ICA             | J. Calado      | EUROPEAN CHAMPIONSHIP             |
| 2005 | Formula A       | E.Mortara      | TROFEO MARGUTTI                   |
| 2005 | FA              | M. Ardigò      | ITALIAN OPEN MASTERS CHAMPIONSHIP |
| 2004 | Formula A       | D. Forè        | WORLD CHAMPIONSHIP                |
| 2004 | FA              | D. Forè        | ITALIAN OPEN MASTERS CHAMPIONSHIP |
| 2004 | Formula A       | D. Forè        | NORTH AMERICAN CHAMPIONSHIP       |
| 2003 | Formula A       | C.Van Dam      | TROFEO MARGUTTI                   |
| 2003 | ICA             | O.Oakes        | TROFEO MARGUTTI                   |
| 2001 | ICA             | J.P. Guignet   | EUROPEAN CHAMPIONSHIP             |
| 2001 | ICA             | J.P. Guignet   | TROFEO MARGUTTI                   |
| 2001 | Junior          | S. Vettel      | EUROPEAN CHAMPIONSHIP             |
| 2001 | Junior          | M.Gallego      | TROFEO MARGUTTI                   |
| 2000 | Formula A       | L. Di Grassi   | PAN AMERICAN CHAMPIONSHIP         |
| 2000 | Formula Super A | D. Forè        | WORLD CHAMPIONSHIP                |
| 2000 | ICA             | J. Menard      | EUROPEAN CHAMPIONSHIP             |
| 2000 | ICA-Junior      | M. Ammermuller | EUROPEAN CHAMPIONSHIP             |
| 2000 | FSA             | D. Forè        | JAPAN WORLD CUP - MOTEGI          |
| 1999 | Formula A       | F. Perera      | WORLD CHAMPIONSHIP                |
| 1999 | Junior          | R. Kofler      | EUROPEAN CHAMPIONSHIP             |
| 1999 | Formula C       | R. Quintarelli | EUROPEAN CHAMPIONSHIP             |
| 1999 | Formula A       | S. Jimenez     | NORTH AMERICAN CHAMPIONSHIP       |
| 1999 | Junior          | A. Graham      | OCEANIA CHAMPIONSHIP              |
| 1998 | Formula A       | R. Carrapatoso | WORLD CHAMPIONSHIP                |
| 1998 | Formula Super A | D. Forè        | WORLD CHAMPIONSHIP                |
| 1998 | Junior          | F. Perera      | EUROPEAN CHAMPIONSHIP             |
| 1998 | Formula Super A | D. Forè        | EUROPEAN CHAMPIONSHIP             |
| 1997 | Formula A       | J. Courtney    | WORLD CHAMPIONSHIP                |
| 1997 | Cadetti         | M. Koel        | EUROPEAN CHAMPIONSHIP             |
| 1997 | Junior          | N. Van Der Pol | EUROPEAN CHAMPIONSHIP             |
| 1996 | Formula A       | J.C. Ravier    | WORLD CHAMPIONSHIP                |
| 1996 | Formula Super A | J. Mislijevic  | WORLD CHAMPIONSHIP                |
| 1996 | Formula Super A | J. Mislijevic  | EUROPEAN CHAMPIONSHIP             |
| 1996 | Cadetti         | N. Van Der Pol | EUROPEAN CHAMPIONSHIP             |
| 1996 | Junior          | M. Spinozzi    | EUROPEAN CHAMPIONSHIP             |
| 1996 | ICA             | N. Agland      | OCEANIA CHAMPIONSHIP              |
| 1996 | ICA-Junior      | A.Lotterer     | TROFEO MARGUTTI                   |
| 1995 | Formula A       | G. Fraguas     | WORLD CHAMPIONSHIP                |
| 1995 | FSA             | J. Trulli      | JAPAN WORLD CUP - SUZUKA          |
| 1995 | Formula Super A | J. Trulli      | OCEANIA CHAMPIONSHIP              |
| 1995 | ICA             | M.Del Col      | TROFEO MARGUTTI                   |
| 1995 | ICA-Junior      | A.Lotterer     | TROFEO MARGUTTI                   |
| 1995 | ICA-Junior      | J. Courtney    | FIVE CONTINENTS CUP               |
| 1994 | Formula C       | J. Trulli      | WORLD CHAMPIONSHIP                |
| 1994 | Formula A       | D. Forè        | EUROPEAN CHAMPIONSHIP             |
| 1994 | Formula Super A | J. Trulli      | EUROPEAN CHAMPIONSHIP             |
| 1994 | FSA             | J. Trulli      | JAPAN WORLD CUP - SUZUKA          |
| 1994 | FSA             | J. Trulli      | NORTH AMERICAN CHAMPIONSHIP       |
| 1993 | Formula A       | A.Belicchi     | TROFEO MARGUTTI                   |
| 1993 | 100 FSA         | J. Trulli      | JAPAN GRAND PRIX                  |
| 1992 | Formula A       | N. Gianniberti | WORLD CHAMPIONSHIP                |
| 1992 | Junior          | M. Del Col     | EUROPEAN CHAMPIONSHIP             |
| 1991 | Formula A       | A. Manetti     | WORLD CHAMPIONSHIP                |
| 1991 | Formula A       | A. Manetti     | EUROPEAN CHAMPIONSHIP             |
| 1991 | Formula K       | M. Orsini      | EUROPEAN CHAMPIONSHIP             |
| 1991 | Interc. C       | R. Montagnani  | EUROPEAN CHAMPIONSHIP             |
| 1990 | Formula A       | A.Belicchi     | TROFEO MARGUTTI                   |
| 1989 | Junior          | I. Magnussen   | WORLD CHAMPIONSHIP                |
| 1988 | Interc. A       | M. Koene       | EUROPEAN CHAMPIONSHIP             |
| 1987 | Junior          | I. Magnussen   | WORLD CHAMPIONSHIP                |
| 1986 | Formula C       | F. Giovanardi  | WORLD CHAMPIONSHIP                |

## Curiosità
A inizio 1965 c'è da segnalare un particolare record di velocità per il kart, fatto registrare da Livio Bolis con un kart speciale costruito dalla Tony Kart su disegni del Royal K.C. di Milano (presidente Edoardo Perrone) e motore Parilla GP15 da 100 cm³. Sul rettilineo di Monza, girando in senso inverso all'attuale, dopo aver ricevuto la spinta per la messa in moto da un altro kart da 125 cm³, Bolis fece registrare il record di velocità toccando 214,286 km/h..
Tony collaborò con la Federazione Italiana Sport Invernali per la costruzione di alcuni bob.
In Tony Kart trovano oggi spazio settori importanti quali il marketing, la comunicazione ed ogni forma di supporto multimediale più avanzato. Questi strumenti hanno garantito l'ampliamento e l'ottimizzazione della rete distributiva, tanto da essere attiva oggi in ben 60 Paesi nel mondo.
Il suo creatore, Tony Bosio, difficilmente poteva immaginare che la sua piccola officina potesse divenire una realtà industriale, tant'è che nel corso degli anni fu molto criticata la sua scelta di rimanere a lungo un'officina artigianale. Un'officina dove i piloti, soprattutto i primi anni, andavano di persona per vedere nascere il loro kart.